# Journal de la Mayenne
Journal de la Mayenne, organe politique des besoins du département', puis gazette politique du Maine et de l'Anjou est un semi hebdomadaire local français, qui a été publié de 1844 à 1845 à Laval, avec un rayonnement principalement dans le département de la Mayenne.

## Histoire
Le journal est le représentant de l'opposition à la monarchie de Juillet. Le titre est créé en suite du journal Journal de Mayenne et du département publié de 1840 à 1843, dont il reprend la numérotation, et par fusion avec le Courrier de la Mayenne, publié en 1843,et imprimé au Mans. Le journal L'Indépendant de l'Ouest prend sa suite en 1846.
Le titre du nouveau journal reprend celui du Journal de la Mayenne, publié précédemment de 1838 à 1839.
L'imprimeur du journal est Jean-Baptiste-Honoré Godbert.

### Origine
Charles-François-Xavier Müller prend en 1844 la direction du journal. Pour éviter des condamnations à l'amende et à l'emprisonnement, le journal devient L'Indépendant de l'Ouest, dont le premier numéro parut le 1er janvier 1846. Le Journal de la Mayenne formé par la fusion de Courrier de la Mayenne et du Journal de Mayenne et du département va avoir comme ces prédécesseurs une existence éphémère.

### Sources
- BNF

### Numérisation
Le journal n'est pas disponible sur des fonds presse numérisée.